# Erick Benzi
Éric Fernand Benzi (Marsiglia, 1º marzo 1959) è un musicista, cantautore e produttore discografico francese.
Benzi ha collaborato con Céline Dion, Charles Aznavour, Garou, Johnny Halliday e tanti altri.

## Biografia
Già membro del gruppo Canada (formato da Jacques Veneruso, Gildas Arzel e Gwenn Arzel), Erick Benzi è uno dei produttori francesi più conosciuti e richiesti. Dagli anni '90 ha prodotto, tra gli altri, tutti i dischi di Jean-Jacques Goldman e Céline Dion.
Erick Benzi è il proprietario dello studio di registrazione Le Bateau-Lune ed editore attraverso la compagnia Erk Music.
Nel 2007, Erick Benzi fu membro del gruppo El Club (composto da Gildas Arzel, Christian Seguret e Michael Jones), il quale pubblicò un album omonimo di debutto.
Nel 2008 lanciò degli stage collettivi e/o individuali, per istruire gli artisti emergenti. Attraverso il suo nuovo studio "Le Chalet" e il suo sito web www.openworldmusic, espone la sua passione per la musica mondiale e in particolare per la l'Asia centrale.
Membro del gruppo "Invisible blue" (composto da Brian Leedle, Cameron Fall, Étienne Franck e Renaud Garcia-Fons) di New York dal 2010, sta anche avviando il progetto MARSEILLE REVE nella sua città natale.

## Discografia
Solista
- 1991 : Ben the Eye

In gruppo
- 1988 : Canada - Sur les traces
- 2003 : Céline Dion, 1 fille & 4 types
- 2007 : El Club - El club
- 2010 : Invisible blue - Something real

## Album prodotti
Anni '90
- 1992: Rester vrai (Florent Pagny)
- 1993: Rouge (Fredericks/Goldman/Jones)
- 1995: D'eux (Céline Dion)
- 1995: Lorada (Johnny Hallyday)
- 1996: Bienvenue chez moi (Florent Pagny)
- 1996: Springfield (Carole Fredericks)
- 1996: Une à une (Nanette Workman)
- 1997: En passant (Jean-Jacques Goldman)
- 1997: Savoir aimer (Florent Pagny)
- 1997: Snow on the Sahara / Au nom de la lune (Anggun)
- 1998: S'il suffisait d'aimer (Céline Dion)
- 1999: Yannick Noah (Yannick Noah)

Anni 2000
- 2000: Autour de nous (Gildas Arzel)
- 2000: Chrysalis / Désirs contraires (Anggun)
- 2001: Chansons pour les pieds (Jean-Jacques Goldman)
- 2002: Ici et maintenant (Daniel Levi)
- 2003: 1 fille & 4 types (Céline Dion)
- 2003: Reviens (Garou)
- 2004: Pokhara (Yannick Noah)
- 2005: Double Enfance (Julien Clerc)
- 2006: Charango (Yannick Noah)
- 2007: D'elles (Céline Dion)
- 2007: Plus fort que ça (El Club)
- 2008: duos/duets (Charles Aznavour)
- 2009: Madagascar (Ziskakan)

## Brani e singoli prodotti
Anni '90
- 1994: J'irai quand même (Florent Pagny)
- 1995: Aime-moi (Johnny Hallyday)
- 1995: Ami (Johnny Hallyday)
- 1995: Bienvenue chez moi (Florent Pagny)
- 1995: Cherche encore (Céline Dion)
- 1995: Lorada (Johnny Hallyday)
- 1995: Ne m'oublie pas (Johnny Hallyday)
- 1995: Quand le masque tombe (Johnny Hallyday)
- 1995: Rester libre (Johnny Hallyday)
- 1996: Le temps de m'y faire (Nanette Workman)
- 1997: Snow on the Sahara / La neige au Sahara (Anggun)
- 1997: Une place pour moi (Florent Pagny)
- 1998: A Rose in the Wind / La Rose des vents (Anggun)
- 1998: Dors (Florent Pagny)
- 1998: Terre (Céline Dion)
- 1998: Papillon (Céline Dion)
- 1998: Kembali / Au nom de la lune (Anggun)
- 1998: Life on Mars (Anggun)
- 1998: My Sensual Mind (Anggun)

Anni 2000
- 2000: Chrysalis (Anggun)
- 2000: J'aime les gosses (Yannick Noah)
- 2000: Lis dans mes yeux (Garou)
- 2000: Sans moi (Yannick Noah)
- 2000: Qui sait? (Solidays) con Anggun, Patrick Bruel, Stephan Eicher, Faudel, Peter Gabriel, Lââm, Lokua Kanza, Youssou N'Dour, Nourith, Axelle Red e Zucchero Fornaciari
- 2000: Still Reminds Me / Derriére la porte (Anggun)
- 2000: Tu mens (Anggun)
- 2000: Un geste d'amour (Anggun)
- 2003: Apprends-moi (Céline Dion)
- 2003: Le sucre et le sel (Garou)
- 2003: Mon homme (Céline Dion)
- 2003: Pendant que mes cheveux poussent (Garou)
- 2003: Retiens-moi (Céline Dion)
- 2004: Donne moi une vie (Yannick Noah)
- 2004: Là (Yannick Noah)
- 2005: Double enfance (Julien Clerc)
- 2005: Une vie de rien (Julien Clerc)
- 2007: Femme comme chacune (Céline Dion)
- 2007: La Diva (Céline Dion)
- 2007: Lettre de George Sand à Alfred Musset (Céline Dion)
- 2007: Si j'étais quelqu'un (Céline Dion)
- 2007: Jack&Judy (El Club)

## Artisti con cui ha collaborato
- Anggun
- Carole Fredericks
- Céline Dion
- Charles Aznavour
- Daniel Lévi
- Florent Pagny
- Françoise Hardy
- Garou
- Gildas Arzel
- Johnny Hallyday
- Julien Clerc
- Marilou
- Maurane
- Nanette Workman
- Roch Voisine
- Sandrine François
- Yannick Noah
- Ziskakan

## Riconoscimenti e premiazioni
- 1997 : SACEM, Chanson étrangère la plus jouée à la radio La neige au sahara
- 1997 : SOCAN CANADA, Chanson étrangère d'expression française la plus jouée à la radio Le temps de m'y faire
- 1997 : SOCAN CANADA, Chanson étrangère la plus jouée à la radio La neige au sahara
- 2004 : Just Plain Folks Music Awards, Best Gospel Album per Springfield
- 2004 : Just Plain Folks Music Awards, Best Gospel Song per Shine